# Football Club Legnano 1928-1929
Questa voce raccoglie le informazioni riguardanti il Football Club Legnano nelle competizioni ufficiali della stagione 1928-1929.

## Stagione

Tullio Aliatis, al Legnano dal 1928 al 1932

La stagione è preannunciata da un calciomercato privo di movimenti degni di nota. La rosa è migliorata con gli innesti dell'attaccante Tullio Aliatis e del difensore Gaetano Grippi. A causa della promozione inizialmente mancata nella stagione precedente, il presidente Antonio Bernocchi decide di cambiare allenatore: l'ungherese Armand Halmos sostituisceì il connazionale Imre Schöffer.
Per la stagione 1928-1929 la squadra è inclusa nel girone A. Il campionato, concluso al 16º posto e ultimo posto con 18 punti, determina la retrocessione del Legnano alla Serie B 1929-1930, primo torneo di seconda serie a girone unico. Il Legnano sarebbe dovuto retrocedere in Prima Divisione, da quell'anno declassata a terzo livello del calcio italiano: tuttavia, in estate, la FIGC allarga i tornei di Serie A e B della Divisione Nazionale a 18 squadre, consentendo il ripescaggio delle 4 retrocesse in Prima Divisione, tra cui il Legnano, che vengono riammesse in Serie B.
La stagione 1928-1929 risulta difficile, oltre che per l'alto tasso tecnico delle avversarie, anche per le trasferte, che risultano molto più costose di quelle degli anni precedenti, soprattutto a causa dei lunghi viaggi che servono per raggiungere gli stadi casalinghi delle altre società. Ad esempio, nel gruppo dei lilla, sono incluse la Roma e il Bari, che hanno la sede societaria in città molto lontane da Legnano.
Questa stagione è anche caratterizzata da un avvenimento importante: il primo derby con la Pro Patria in una competizione ufficiale (28 ottobre 1928). In occasione di questo primo incontro, vinto poi dal Legnano, nasce l'accesa rivalità tra le due squadre.

## Divise
| Casa |

## Organigramma societario
Area direttiva
- Presidente: sen. Antonio Bernocchi

Area tecnica
- Allenatore: Armand Halmos

## Rosa
| N. |                   | Ruolo | Calciatore       |
| -- | ----------------- | ----- | ---------------- |
|    | Italia (bandiera) | A     | Tullio Aliatis   |
|    | Italia (bandiera) | C     | Giuseppe Bigogno |
|    | Italia (bandiera) | A     | Albino Bottini   |
|    | Italia (bandiera) | C     | Carlo Canziani   |
|    | Italia (bandiera) | A     | Giovanni Chiadò  |
|    | Italia (bandiera) | D     | Aldo Colombo     |
|    | Italia (bandiera) | C     | Mario Comi       |
|    | Italia (bandiera) | A     | Del Rosso        |
|    | Italia (bandiera) | P     | Mario Ferrario   |
|    | Italia (bandiera) | A     | Camillo Ferrè    |
|    | Italia (bandiera) | C     | Attilio Gerola   |
|    | Italia (bandiera) | D     | Gaetano Grippi   |

| N. |                   | Ruolo | Calciatore         |
| -- | ----------------- | ----- | ------------------ |
|    | Italia (bandiera) | A     | Francesco Landini  |
|    | Italia (bandiera) | C     | Gaspare Landoni    |
|    | Italia (bandiera) | A     | Lazzarini          |
|    | Italia (bandiera) | C     | Giacomo Mascheroni |
|    | Italia (bandiera) | A     | Giancarlo Ottolina |
|    | Italia (bandiera) | D     | Elio Pagani        |
|    | Italia (bandiera) | C     | Ultimo Raggi       |
|    | Italia (bandiera) | A     | Italo Rossi        |
|    | Italia (bandiera) | P     | Angelo Rotondi     |
|    | Italia (bandiera) | A     | Antonio Severi     |
|    | Italia (bandiera) | A     | Carlo Sora         |

## Risultati

### Divisione Nazionale (girone A)

#### Girone d'andata
| Arbitro: | Malagodi (Ferrara) |

|                                                         |           |             |
| Bernardini 20’ Volk 57’ Chini Ludueña 62’ Fasanelli 85’ | Marcatori | 68’ Aliatis |

| Arbitro: | Sganzetta (Torino) |

|  |           |            |
|  | Marcatori | 59’ Raggio |

| Arbitro: | Bruna (Venezia) |

|                                                                    |           |  |
| Demarchi 16’ Zanni 29’ (rig.) Gabba 40’, 54’, 86’ Raggi 83’ (aut.) | Marcatori |  |

| Arbitro: | A.Gama (Milano) |

|             |           |  |
| Landini 20’ | Marcatori |  |

| Arbitro: | Ciamberlini (Genova) |

|                                                                              |           |  |
| Colombari 17’ Baloncieri 22’ Masetto 44’ Carrera 46’, 83’ Libonatti 65’, 78’ | Marcatori |  |

| Arbitro: | Casetta (Milano) |

|           |           |             |
| Ferrè 10’ | Marcatori | 4’ Gianelli |

| Arbitro: | Squarza (Reggio Emilia) |

|                                                            |           |              |
| Pastore 10’ Santagostino 23’ Gay 48’ Pastore 47’, 65’, 77’ | Marcatori | 63’ Ottolina |

| Arbitro: | Mangano (Milano) |

|                     |           |  |
| Ferrè 1’ Gerola 49’ | Marcatori |  |

| Arbitro: | Enrietti (Torino) |

|                     |           |                   |
| Severi 22’ Comi 36’ | Marcatori | 40’ R. Costantino |

| Arbitro: | Bonello (Venezia) |

|                          |           |  |
| Ferrari 20’ Banchero 59’ | Marcatori |  |

| Arbitro: | Medica (Bologna) |

|                    |           |  |
| Aliatis 35’ (rig.) | Marcatori |  |

| Arbitro: | Giulini (Lodi) |

|                                              |           |           |
| Bedendo 17’ Vecchina 25’ Prendato 33’ (rig.) | Marcatori | 11’ Ferrè |

| Arbitro: | Lenti (Genova) |

|  |           |                                        |
|  | Marcatori | 5’ Carnevali 74’ Bottaro 77’ Piccaluga |

| Arbitro: | Girelli (Verona) |

|                 |           |                         |
| Comi 17’ (aut.) | Marcatori | 1’, 13’, 25’, 45’ Rossi |

| Legnano 27 gennaio 1929 15ª giornata | Legnano        | 0 – 0 referto | Novara | Stadio Comunale\| Arbitro: \| Osti (Ferrara) \| |
| Arbitro:                             | Osti (Ferrara) |               |        |                                                 |

#### Girone di ritorno
| Arbitro: | Dani (Genova) |

|            |           |               |
| Landini 6’ | Marcatori | 11’, 68’ Volk |

| Arbitro: | Galassi (Roma) |

|                            |           |                     |
| Montaldo 1’ Bruno 55’, 58’ | Marcatori | Pagani 9’ Rossi 69’ |

| Arbitro: | Mastellari (Bologna) |

|                                              |           |                     |
| Ferrè 30’, 87’ Severi 42’, 44’ It. Rossi 75’ | Marcatori | 21’ Zanni 55’ Gabba |

| Arbitro: | Malagodi (Ferrara) |

|                             |           |           |
| Reguzzoni 40’ Bonivento 72’ | Marcatori | 82’ Rossi |

| Arbitro: | Turbiani (Ferrara) |

|             |           |                             |
| Aliatis 47’ | Marcatori | 40’ Vezzani 53’ Rossetti II |

| Arbitro: | Enrietti (Torino) |

|                               |           |  |
| Bonardi 35’ Varesi 69’ (rig.) | Marcatori |  |

| Arbitro: | Mastellari (Bologna) |

|           |           |                                                |
| Rossi 66’ | Marcatori | 10’, 37’ (rig.) 50’ Tansini 65’ (rig.) Pastore |

| Arbitro: | Squarza (Reggio Emilia) |

|            |           |  |
| Canali 75’ | Marcatori |  |

| Arbitro: | Scarpi (Dolo) |

|                        |           |  |
| R. Costantino 15’, 70’ | Marcatori |  |

| Arbitro: | Caironi (Milano) |

|            |           |              |
| Pagani 84’ | Marcatori | 23’ Cattaneo |

| Arbitro: | Sani (Ferrara) |

|                                    |           |           |
| Giraldi 46’, 65’ Magnozzi 51’, 70’ | Marcatori | 30’ Rossi |

| Arbitro: | Sganzetta (Torino) |

|           |           |  |
| Ferrè 87’ | Marcatori |  |

| Arbitro: | Bruna (Venezia) |

|                                                 |           |                |
| L. Manzotti 4’ Mazzoni 36’ (rig.) Carnevali 88’ | Marcatori | 19’, 43’ Rossi |

| Arbitro: | Malagodi (Ferrara) |

|                      |           |                                        |
| Pagani 12’ Ferrè 76’ | Marcatori | 30’ Povero 33’ Pasinati 59’ Castellani |

| Arbitro: | Bonello (Venezia) |

|               |           |             |
| Marchetti 23’ | Marcatori | 81’ Aliatis |

## Statistiche

### Statistiche di squadra
| Competizione        | Punti | Totale | Totale | Totale | Totale | Totale | Totale | DR  |
| Competizione        | Punti | G      | V      | N      | P      | Gf     | Gs     | DR  |
| ------------------- | ----- | ------ | ------ | ------ | ------ | ------ | ------ | --- |
| Divisione Nazionale | 18    | 30     | 7      | 4      | 19     | 33     | 68     | -35 |

### Statistiche dei giocatori
| Giocatore     | Divisione Nazionale | Divisione Nazionale |
| Giocatore     | Presenze            | Reti                |
| ------------- | ------------------- | ------------------- |
| T. Aliatis    | 29                  | 4                   |
| G. Bigogno    | 22                  | 0                   |
| A. Bottini    | 7                   | 0                   |
| C. Canziani   | 5                   | 0                   |
| G. Chiadò     | 3                   | 0                   |
| A. Colombo    | 4                   | 0                   |
| M. Comi       | 28                  | 1                   |
| Del Rosso     | 1                   | 0                   |
| M. Ferrario   | 1                   | 0                   |
| C. Ferrè      | 26                  | 7                   |
| A. Gerola     | 26                  | 1                   |
| G. Grippi     | 13                  | 0                   |
| F. Landini    | 18                  | 2                   |
| G. Landoni    | 1                   | 0                   |
| Lazzarini     | 8                   | 0                   |
| M. Mascheroni | 1                   | 0                   |
| G. Ottolina   | 20                  | 1                   |
| E. Pagani     | 29                  | 3                   |
| U. Raggi      | 2                   | 0                   |
| I. Rossi      | 28                  | 11                  |
| A. Rotondi    | 29                  | 0                   |
| A. Severi     | 26                  | 3                   |
| C. Sora       | 3                   | 0                   |